# Crime Writers' Association
La Crime Writers Association (CWA) è una organizzazione di scrittori del genere giallo del Regno Unito, fondata nel 1953 da John Creasey.

## Premi Dagger
La CWA assegna ogni anno i Premi Dagger (il simbolo dell'associazione sono appunto due pugnali incrociati).
- Gold Dagger: assegnato al miglior romanzo giallo dell'anno in lingua inglese, dal 1955 al 1959 chiamato Crossed Red Herring Award, poi denominato Gold Dagger, dal 2006 al 2008 Duncan Lawrie Dagger e dal 2009 nuovamente Gold Dagger.
- CWA International Dagger: assegnato dal 2006 al miglior romanzo giallo tradotto in inglese.
- Cartier Diamond Dagger: sponsorizzato da Cartier, assegnato dal 1986 ad un autore per l'eccellenza della sua carriera.
- CWA New Blood Dagger: assegnato dal 1973 all'opera prima di scrittori esordienti, dedicato alla memoria del fondatore dell'associazione, John Creasey, sponsorizzato fino al 2002 dall'editore Chivers Press e dal 2003 da BBC Audiobooks. In precedenza conosciuto come John Creasy Memorial Dagger.
- CWA Gold Dagger for Non-Fiction: assegnato dal 1978, attualmente sponsorizzato da Owatonna Media e assegnato ogni due anni.
- CWA Ian Fleming Steel Dagger: assegnato dal 2002 al miglior romanzo thriller o d'avventura nella tradizione della serie di James Bond di Ian Fleming. Sponsorizzato dalla Ian Fleming Publications Ltd.
- CWA Short Story Award: assegnato dal 1995, con il nome di Short Story Dagger, dal 2006 rinominato Short Story Award.
- Ellis Peters Historical Award: assegnato dal 1999 ad un romanzo giallo d'ambientazione storica (precedente agli anni sessanta), con il nome di Historical Dagger, in memoria dell'autrice Ellis Peters, sponsorizzato dall'Estate of Ellis Peters e dagli editori Headline e Little Brown. Dal 2006 rinominato Ellis Peters Historical Award.
- CWA Dagger in the Library: assegnato a «the (living) author who has given most pleasure to readers»[1] (l'autore vivente che ha dato maggior piacere ai lettori), sponsorizzato da Random House. Gli autori sono nominati da biblioteche e gruppi di lettura.
- Debut Dagger: assegnato dal 1998 a scrittori non ancora pubblicati, sulla base di capitoli iniziali e trame, proposti da agenti e editori. Sponsorizzato dalla casa editrice Orion.
- Last Laugh Daggers: assegnato dal 1988 al 1996 al miglior romanzo giallo umoristico, conosciuto in precedenza come Punch Award.

## Pubblicazioni
La CWA pubblica regolarmente antologie di racconti di genere giallo.
Nel 1990 ha pubblicato una lista dei migliori cento romanzi gialli di tutti i tempi (The Top 100 Crime Novels of All Time).